# Iráklia (ort i Grekland)
Iráklia (Irakleia) är en ort i Grekland.   Den ligger i prefekturen Fthiotis och regionen Grekiska fastlandet, i den centrala delen av landet, 140 km nordväst om huvudstaden Aten. Iráklia ligger 43 meter över havet och antalet invånare är 469.
Terrängen runt Iráklia är varierad. Runt Iráklia är det glesbefolkat, med 20 invånare per kvadratkilometer. Närmaste större samhälle är Lamia, 10,7 km norr om Iráklia. == Kommentarer ==
1. ↑  Framräknat ur variansen i alla höjduppgifter (DEM 3") från Viewfinder Panoramas, inom 10 km radie.[2] Mer om algoritmen finns här: Användare:Lsjbot/Algoritmer.